# David Kostelecký
David Kostelecký (ur. 12 maja 1975 w Brnie) – czeski strzelec sportowy specjalizujący się w trapie. mistrz olimpijski z Pekinu i wicemistrz olimpijski z Tokio, srebrny indywidualny medalista mistrzostw świata.

## Igrzyska olimpijskie
Na igrzyskach zadebiutował w 1996 roku w Atlancie. Zajął wówczas 31. miejsce. Cztery lata później w Sydney zdołał awansować do finału, lecz tam zajął ostatnią, szóstą pozycję. Na igrzyskach w 2008 roku w Pekinie zdobył złoty medal, ustanawiając w finale nowy rekord olimpijski. Podczas kolejnych igrzysk w Londynie zajął czternaste miejsce, zaś cztery lata później w pojedynku o brązowy medal uległ reprezentantowi Wielkiej Brytanii Edwardowi Lingowi.
W 2021 roku, na letnich igrzyskach olimpijskich w Tokio, wywalczył srebrny medal. W finale zdobył 43 punkty, tyle samo co Jiří Lipták, jednak przegrał ze swym rodakiem w dogrywce (Kostelecký przegrał 6:7).
| Igrzyska | Miejscowość    | Konkurencja | Kwalifikacje | Kwalifikacje | Półfinał | Półfinał | Finał | Finał   |
| Igrzyska | Miejscowość    | Konkurencja | Wynik        | Pozycja      | Wynik    | Pozycja  | Wynik | Pozycja |
| -------- | -------------- | ----------- | ------------ | ------------ | -------- | -------- | ----- | ------- |
| IO 1996  | Atlanta        | Trap        | 118          | 31.          | —        | —        | NQ    | NQ      |
| IO 2000  | Sydney         | Trap        | 116          | 3. Q         | —        | —        | 138   | 6.      |
| IO 2008  | Pekin          | Trap        | 121          | 2. Q         | —        | —        | 146   | złoto   |
| IO 2012  | Londyn         | Trap        | 120          | 14.          | —        | —        | NQ    | NQ      |
| IO 2016  | Rio de Janeiro | Trap        | 118          | 5. Q         | 13       | 3. BM    | 9     | 4.      |
| IO 2020  | Tokio          | Trap        | 123          | 4. Q         | —        | —        | 43    | srebro  |